# Hard Time
Hard Time je heavy - rock sastav iz Zagreba osnovan 1991. godine.
Korijeni sastava počinju još 1984. godine pod nazivom Teško vrijeme. Iz tog vremena ostaju zabilježene studijske snimke koje nikad nisu objavljene na albumu, a mogu se naći još samo u kućnoj kolekciji članova sastava. Sastav je mnogim glazbenicima bio odskočna daska za dalje, pa je tako u tri godine njegovog djelovanja kroz njega prošao veliki broj svirača i pjevača među kojima su Danči i Thomas iz Anesthesie. Hard Time nastaje 1991. godine početkom Domovinskog rata, a ubrzo nakon toga na drugom programu Hrvatske televizije počinje se prikazivati glazbena emisija Metal Manija, kojoj je urednik i voditelj bio Pišta (Gordan Penava). Osim što je njezino emitiranje jednim dijelom pomoglo popularnosti Hard Timea U Metal Maniji su također promovirani brojni mladi domaći rock sastavi.
Hard Time nastupa još i danas. U svojoj karijeri objavili su četiri albuma i više singlova, a u pripremi je novo studijsko izdanje.

## Povijest sastava

### Teško vrijeme
Godine 1984. Gordan Penava (kao idejni začetnik na gitari i vokalu) i Nenad Mlinarić (bubnjevi) sa skupinom prijatelja u zagrebačkom naselju Travno osnovali su sastav Teško vrijeme. Prvi koncert održan je 14. listopada 1984. godine u Travnom na platou "Mamutice". U sljedećem razdoblju mnogi se članovi u sastavu izmjenjuju, nastupaju na brojnim koncertima, te snimaju nekoliko demosnimki.
Svoje prvi studijski materijal snimaju 1988. godine, a nekoliko skladbi bile su lokalni hitovi te su se na raznim top ljestvicama demonstracijskih uradaka zadržale nekoliko mjeseci na #1. (Demo x - radio Zagreb, Veliki Vrisak - radio Velika Gorica) Ipak samo objavljivanje albuma nije dočekalo svijetlo dana. U to vrijeme bilo je puno teže izdati snimljeni materijal, a u sve to umiješalo se i odsluženje vojnoga roka. U sastavu su bile tri generacije te je vrlo brzo došlo do njegovog prekida djelovanja. Studijske snimke nisu nikada objavljene, a mogu se naći samo u privatnim kolekcijama članova sastava i njihovih prijatelja.
U tri godine koliko je sastav djelovao kroz njega su prošli brojni glazbenici, a iz najranije faze važno je spomenuti dugogodišnjeg pjevača Renata Benkovića - Maljog (njegova pjesma "Minijatura" nalazi na drugom studijskom albumu Hard Time-a Kad poludim), Zorana Happa (kasnije poznati režiser) i Dragana Kokanovića - Kokana (jedan od najcjenjenijih basista u zemlji). Kasnije su kroz sastav prošli još mnogi a neki od njih su Danči i Thomas iz Anesthesie te Sandi Cenov.

### Hard Time
Hard Time osnovan je početkom Domovinskog rata 1991. godine u Zagrebu. Uz Penavu (vokal, gitara) i Mlinarića (bubnjevi), članovi sastava bili su još Alen Kraljić - Kralja (solo gitara, kasnije odlazi u Pips, Chips & Videoclips), i Marko Korunić (bas-gitara, kasnije sa Sašom Radulovićem (Psihomodo pop) osniva Viruse). Prve skladbe pisali su na hrvatskom i engleskom jeziku, ali zbog rata i vrlo slabe rock scene u Hrvatskoj odlučuju ih izvoditi samo na engleskom. Vrlo upornim radom i Penavinim zabavljačkim darom, Hard Time se početkom devedesetih uspio nametnuti kao hrvatska verzija američkih hard rock ili soft metal sastava osamdesetih poput Bon Jovia, Mötley Crüea, Mr. Biga i mnogi drugi. Vrlo brzo dobili su veliki broj zagrebačkih rock i metal obožavatelja i polako ali sigurno zakoračili na europsku rock scenu.
U veljači 1992. godine odlaze u studio "Best music" i zajedno s tada još nepoznatim producentom Denisom Mujadžićem (kasnije poznat kao Denyken) snimaju dvije pjesme "Ain`t no money" i "She`s got", koje su se kasnije našle na albumu Kiss my ass and go to hell. Ujedno to je bilo Mujadžićev prvo produciranje u 24-kanalnom studiju. U vrijeme dok se album snima iz sastva odlazi Kralja dok na njegovo mjesto dolazi Mario Zidar (kasnije član sastava Film, 3X, Cetinski band, Prljavo Kazalište i drugih). Zbog rata najčešće koncerte održavaju u susjednoj Sloveniji. Tada se odlučuju na snimanje video spota, što u to vrijeme nije bilo uobičajeno, pogotovo ne od jednog rock sastava. Na videu za skladbu "Ain`t no money" kao redatelj i snimatelj debitira njihov dugogodišnji prijatelji i nekadašnji član sastava Teško vrijeme, Zoran Happ, a suradnja nakon toga nastavljena je sve do danas. Spot je često prikazivan na Hrvatskoj i Slovenskoj televiziji, dok je u veljači 1992. godine također prikazan i na prestižnoj MTV-oj emisiji "Headbangers ball" i time postao prvi hrvatski sastav koji se ikada pojavio u toj najpopularnijoj hard & heavy emisiji u Europi.
26. kolovoza 1992. godine potpisuju ugovor s mladom diskografskom kućom Euroton te objavljuju dvije pjesme ""Ain`t no money" i "Everybody wants to be alone" na kazeti. Skladbu "Everybody wants to be alone" snimio je Zoran Happ u privatnom 7-kanalnom studiju za sinkronizaciju reklama. Happ je također snimao i video spot za tu pjesmu dok ga je montirao Tvrtko Grgić. Spot je bio vrlo često prikazivan na HTV-u te je Hard Time u to vrijeme postao prvi sastav s hitom na engleskom jeziku.
U to vrijeme Pišta na Zagrebačkoj televiziji Z3 10. veljače 1991. godine pokreće glazbenu emisiju Metal Manija (njegova ideja prošla je na audiciji). Program se ubrzo prodaje HRT-u te se emisija pojavljuje u sklopu drugog programa Hrvatske televizije. Urednik i voditelj Metal Manije bio je Pišta (Gordan Penava), dok je redatelj bio Tvrtko Grgić. U samom početku emitiranja bilo je zamišljeno da se javnosti prikažu novi video spotovi svjetskih hard rock i heavy metal sastava ali s vremenom sve su više bili zastupljeni hrvatski sastavi i njihovi spotovi. Metal Manija je zasigurno pomogla popularnosti Hard Timea u zemlji ali ne može se zanemariti činjenica da se radi o zaista vrsnim glazbenicima i zabavljačima.

### Kiss my ass and go to hell
Euroton objavljuje singl kazetu s dvije pjesme po cijeni normalne kazete, nakon čega slijedi raskid ugovora s tom izdavačkom kućom. Članovi sastava otkupljuju preostali materijal te ga besplatno dijeli svojim obožavateljima i prijateljima. Zidar i Mlinarić kratko odlaze na ratište, a po povratku odlaze u studio i snimaju tri skladbe "She don't give a damn", "Gimme some more" i "Don't scream & shout". Nakon toga imali su skoro pola snimljenog materijala za album, pa stoga u listopadu 1992. godine počinju pregovori s novoosnovanom diskografskom kućom Dea music.
U međuvremenu iz sastava odlazi Mario Zidar, koji počinje svirati sa sastavom Film, a po povratku iz Los Angelesa na njegovo mjesto dolazi Bruno Kovačić. Kovačić je prije odlaska u Sjedinjene Države, gdje je studirao gitaru na "Guitar institutu", svirao u Parnom valjku. Stil koji je svirao Hard Time nije mu najbolje sjeo te je nakon kratkog vremena htio napustit sastav, međutim ubrzo se prilagodio i ostao u Hard Timeu više od godinu dana. Postignut je dogovor s diskografskom kućom te je nastavljeno snimanje materijala za album. U veljači 1993. godine završeno je snimanje preostalih skladbi "Hit & run". "I'm goin' down", "I gotta go", "Ride with me" i naslovne  "Kiss my ass and go to hell" te je time kompletiran materijal za prvi studijski album. Album pod imenom Kiss my ass and go to hell izlazi iste godine kao LP i jedan je od posljednjih koji je u Hrvatskoj izašao u tom formatu. Tiskan je u Češkoj u tiraži od 500 LP primjeraka i 1200 kazeta u Hrvatskoj. Većini pjesama i tekstova autor je Pišta, Kovačić je napisao glazbu za "Ride with me", Mlinarić je autor pjesme "She's got", dok je Mario smislio pola riffa za "Everybody wants to be alone", ipak sve pjesme na albumu potpisuje Hard Time. Uz goste koji su sudjelovali na snimanju albuma treba istaknuti Tinu Kresnik (udana Rupčić - Parni Valjak), koja je pjevala prateće vokale i Troolya koji je u refrenu u pjesme "Kiss my ass." otpjevao prateće vokale. Te godine časopis "Metal World" po glasovima čitatelja Hard Time proglašava sastavom godine.
Slijedi odlazak u Francusku gdje odražavaju tri koncerta u klubu "Le Chatelet" u St. Victor sur Loire, kraj Saint-Étiennea. Koncert dolazi snimati Francuska nacionalna televizija, a čitavo gostovanje prati "Fun radio" i novine "La Tribune le progres". Nakon povratka u Hrvatsku popularnost im naglo raste te se nastavlja suradnja sa Zoranom Happom i snima se video spot za pjesmu "Hit & run" (montaža Goran Balov). Spot vrlo brzo dobiva naklonost publike i s top ljestvice glazbene emisije Hit depo-a s prvog mjesta skida pjesmu "Ruža Hrvatska" sastava Prljavo kazalište.
Nakon niza održanih koncerata po Hrvatskoj i Sloveniji, 15. listopada održana je promocija albuma u zagrebačkom klubu PAUK. Ovaj uspješan period trebao je završiti dvotjednom turnejom po Francuskoj ali dolazi do problema jer je Kovačić počeo istovremeno svirati s Gibbonijem, pa je došlo do preklapanja datuma. Hard Time je bio u velikim problemima, međutim vrlo brzo dolaze do rješenja. U to vrijeme sastav Sauron iz Slavonskog Broda u jednom zagrebačkom studiju The best završava snimanje svog albuma Better tommorow. U brodskom sastavu solo gitaru svirao je Antun Lović - Toni s kojim Pišta ostvaruje dogovor te istovremeno postaje i član sastava Hard Time. Toni se pokazao kao izvrstan glazbenik i već nakon nekoliko proba sve je bilo spremno za daljnji rad. U međuvremenu Sauron je prestao s djelovanjem te se na taj način Toni posvetio samo Hard Timeu. Odlaze u Francusku gdje u deset dana održavaju sedam koncerata i postižu zapaženi uspjeh, pogotovo u St. Didieru gdje su svirali pred više od 800 ljudi koji su ih čak šest puta zvali da se vrate na scenu.
Nakon turneje ova postava (Pišta, Mlinka, Marko i Tony) se učvrstila i Hard Timeu na duže vrijeme osigurala bezbrižan rad. U Zagrebu Pišta i Tvrtko Grgić montiraju spot za pjesmu "I'm goin' down", a sačinjen je od amaterskih snimki sastava i nekih TV emisija.

### Kad poludim
Ubrzo počinju raditi na materijalu za novi album. Toni koji je bio pun ideja zajedno s Pištom odrađuje većinu pjesama ali tu dolazi do novih problema. Dugogodišnji član sastava Marko Korunić nije mogao na bas-gitari pratiti Tonieve brze dionice na solo gitari te zbog toga prekida dugogodišnju suradnju s Hard Timeom. Na njegovo mjesto dolazi Dejan Orešković - Klokan ili Klo (danas su on i Toni članovi sastava Zabranjeno pušenje). S novim članovima Hard Time usavršava zvuk i završava materijal za novi album.
Za potrebe humanitarne akcije u studiju Katedrala snimaju pjesmu "Take a look at me now", koju prati koncert u Domu sportova u Zagrebu te izlazak kompilacijskog albuma Cro fest '94. - pop rock hit (Croatia Records 1995.). Sljedeće godine stupaju u kontakt sa svojim dugogodišnjim prijateljem Adonisom Dokuzovićem, koji im omogućuje snimanje materijala za novi album bez ograničenja u svom studiju Katedrala. U svibnju 1995. godine odlaze u studio i počinju sa snimanjem koje je trajalo do Nove godine 1996. Na materijalu kao producent debitirao je Dejan Orešković.
Snimanju je prisustvovao veliki broj glazbenika poput Mirka Šenkovskog - Koste (Geronimo), Josipa Andrića (Gibonni band), Vučka (Anesthesia), Tine Rupčić (Maxmett), Zlatana Čehića - Ćehe (Divlje jagode), Zvonimira Ćosića - Ćose (Stop) i Draženka koji su pjevali prateće vokale, dok je Bruno (bivši član Hard Timea) svirao saksofon. Svi članovi sastava u studiju su radili kao tonski snimatelji. a mastering je u veljači 1996. godine napravljen u studiju Rockoko čime je snimanje bilo završeno. Objavljivanje albuma najavio je spot za pjesmu "Ja nisam normalan", koja se odlično pokazala na koncertima. Snimatelj je bio Zoran Happ. Album Kad poludim izdaje diskografska kuća Croatia Records (podetiketa T.R.I.P. records) u kojoj ubrzo dolazi do kadrovskih promjena, pa je Hard Time šest mjeseci morao čekati na drugi video spot. Na kraju, sastav sam iznalazi sredstva i snima spot za pjesmu "Pogledaj me sad".
Uslijedio je niz koncerata između kojih je i treći odlazak u Francusku, nastup na festivalu "Metal manija '95., te gostovanje na  "Đoserovom memorijalu" (kojeg posjećuju i danas). Croatia Records 1997. godine izdaje kompilacijski album The best of T.R.I.P., na kojemu je Hard Time zastupljen s pjesmom "Ja nisam normalan". Ubrzo iz sastava odlazi Dejan Orešković, tako da na jednom koncertu bas-gitaru svira Pišta. Novi basist Inko dolazi iz Trsta, a svirao je u Sloveniji sa sastavom Šank Rock. Upoznali su već ranije na koncertima, a Inki je kao odličnom glazbeniku bilo dovoljno samo nekoliko proba da bi Hard Time mogao nastaviti s radom. Međutim niti to nije dugog vijeka, pa Inko ubrzo odlazi s jednim slovenskim sastavom u Los Angeles. Nakon toga u sastav dolazi izuzetno talentirani basist Dinko Stipaničev, te Hard Time počinje svakog ponedjeljka svirati u zagrebačkom rock klubu "Praćka". Tu su se ustalili pet mjeseci uz povremene koncerte na drugim lokacijama. U međuvremenu snimaju dugoželjeni spot za pjesmu "Kiss my ass and go to hell" te nakon njegovog pojavljivanja počinju pripremati materijal za sljedeći album.

### No.3.
U studiju snimaju najavni singl "Ništa il' sve", koji vrlo brzo dolazi na vrhove hrvatskih top ljestvica. Nakon toga slijedi prva Bosansko-Hercegovačka mini turneja. U ljeto slijede koncerti na motorijadama i nastup u Puli kao predizvođači britanskom rock sastavu Motorhead. U jesen se vraćaju u studio te snimaju novi singl "Budi to što jesi", pod producentskom palicom Marijana Brkića - Brka.
Treći studijski album No.3. nakon deset godina od prethodnog Kad poludim, objavljuje izdavačka kuća Croatia Records. Album sadrži 15 pjesama među kojima se nalazi i njihov prvi duet s tada mladom pjevačicom Eminom Arapović u pjesmi "Radostan dan". U međuvremenu odlaze u Njemačku kako bi kao jedini ikad sastav iz Hrvatske nastupili na najvećem europskom hard & heavy festivalu "Wacken Open Air", koji se održao 6. kolovoza 2005. godine. U Americi snimaju spot za pjesmu "Deja vu" koji dobiva odlične kritike. 11. rujna 2006. godine Hard Time prima "Fender-Mega" glazbenu nagradu za najbolji hard rock album. Iz sastava odlazi gitarist Toni, a na njegovo mjesto dolazi Ivan Mihaljević - Miha. Promocija albuma održana je u zagrebačkom klubu Boogaloo.

## Novije doba
Hard Time svoje djelovanje nastavlja s novim članovima, tako da je od stare postave ostao samo Pišta. Dugogodišnji član i jedan od osnivača Hard Timea, Nenad Mlinarić - Mlinka, zbog privatnih obveza napušta glazbu i posvećuje se drugim stvarima, a na njegovo mjesto dolazi Davor Keranović (bivši član sastva Undercode, Big rock, Legende). Novog basistu Majkla Jagunića našli su putem audicije. Ova postava odmah snima video spot za pjesmu "Zombie" i pokreće niz koncerata. Prvo pojavljivanje imali su na koncertu Paula Gilberta u Zagrebu, a slijede nastupi na dva velika ljetna festivala – "Rokaj fest 2007." u Zagrebu i "Drava rock Fest" u Koprivnici, gdje sviraju zajedno s engleskim rock sastavom The Cult i njemačkim hard rock sastavom Scorpions. Nakon toga slijede razni koncerti i biker festivali te na kraju velika europska klupska turneja po Njemačkoj, Italiji i Nizozemskoj.
Po povratku s turneje 3. travnja 2008. godine snimaju svoj uživo nastup u rock klubu "Jabuka". Croatia Records iste godine taj nastup objavljuje na albumu Hard Time - Live In Jabuka. To je prvi uživo album Hard Time i na njemu se nalazi 20 pjesama koje pokrivaju čitavu glazbenu karijeru sastava. Video spot za novu pjesmu "Šta je koga briga" koja se nalazi na albumu, najavljuje i novi studijski album koji je u pripremi za snimanje.

## Diskografija
- 1993. - Kiss my ass and go to hell (Dea Music)
- 1996. - Kad poludim... - (Croatia Records)
- 2006. - No.3. - (Croatia Records)

Uživo
- 2008. - Hard Time - Live In Jabuka (Croatia Records)

## Vanjske poveznice
- Intervju s Gordanom Penavom - Pištom  Arhivirana inačica izvorne stranice od 14. studenoga 2009. (Wayback Machine)
- Hard Time na stranicama Croatia Recordsa